# Pochva
Pochva neboli vagina (ze střlat. vāgīna „pochva“; řec. κόλπος kólpos „mateřský klín“) je část samičího pohlavního ústrojí u placentálů a vačnatců. Je to trubice vedoucí od dělohy k povrchu těla samice. Její hlavní funkce se naplňují při pohlavním styku, menstruaci a porodu.

## Ženská pochva

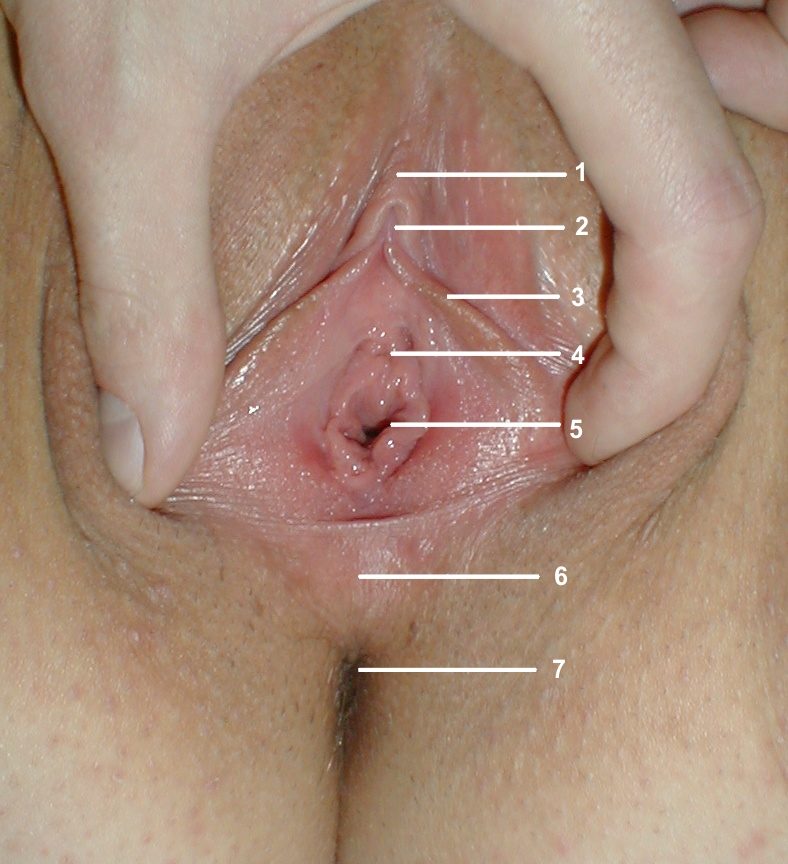
Znázornění poševního vchodu (5)

Ženská pochva je elastická trubice ze svalů, dlouhá 7–8 cm, přičemž přední stěna je o 2 cm kratší než zadní a průměr je kolísavý asi 3–5 cm. Spojuje vulvu na vnějšku s děložním hrdlem uvnitř. Končí klenbou poševní. Děložní hrdlo do pochvy ční shora. Když žena stojí vzpřímená, pochva směřuje nahoru dozadu. S dělohou svírá úhel asi 45°. Poševní vchod je na zadním konci vulvy, za ústím močové trubice. Nad pochvou je stydký pahorek. Poševní sliznice je silná 3–4 mm a má narůžovělou barvu, která však mění odstín v závislosti na fyziologických změnách; při menstruaci se mění na tmavě růžovou až červenou a při těhotenství na fialovou.
Pojem „vagina“ se často používá pro vulvu, ale tento název je nepřesný, protože vagina jen ústí ve vulvě. Je to podobný vztah, jako kdyby se ústa nazývala hrdlem.
Délka, šířka a tvar pochvy se může velmi měnit. Normálně je pochva uzavřená, její stěny se dotýkají. Při pohlavním styku se dokáže prodloužit a rozšířit, a to dvakrát až třikrát. Nejvíce se rozšíří při porodu, a to až tak, aby jí mohla projít hlavička novorozeněte.
Lubrikaci (zvlhčení) pochvy, k níž dochází při sexuálním vzrušení a jež výrazně usnadňuje frikční pohyby, zajišťují Bartholiniho žlázy uložené nedaleko poševního vchodu a děložního hrdla. Samotné stěny pochvy žlázy neobsahují, ale hlen skrz ně prostupuje. Hlen může být bílý nebo žlutý, řídký nebo hustý.
Před prvním pohlavním stykem je pochva panny chráněna panenskou blánou neboli hymenem.
V pochvě pohlavně dospělé ženy je kyselé prostředí, které ji chrání před infekcí. V pochvě se však nachází nesterilní prostředí, takže snaha o přehnanou nebo dokonce sterilní péči je zbytečná nebo dokonce škodlivá. Většinou je lépe (pro prevenci i léčbu) podpořit zdravou rovnováhu poševní flóry (například podporou laktobacilů - lakto-kvasinek), než usilovat o její celkové potlačení.
Součástí pochvy jsou žlázy nutné k její funkci.
- Bartholiniho žláza Je umístěna po levé a po pravé straně pod poševním vchodem.
- Skeneho žlázy Jsou umístěny v horní stěně vaginy poblíž spodního konce močové trubice; ústí buď do močové trubice, nebo do vulvy poblíž otvoru močové trubice.

## Vaginální výtok
Vaginální výtok je fyziologický jev, při němž dochází k vylučování směsi tekutin, buněk a bakterií z pochvy. Tato sekrece je produkována buňkami pochvy a děložního hrdla a slouží k lubrikaci a ochraně poševního prostředí. Vaginální výtok je nedílnou součástí zdravého fungování ženského reprodukčního systému.
Složení, konzistence, barva i množství výtoku se liší v závislosti na fázi menstruačního cyklu, věku ženy a hormonálních změnách. Normální (fyziologický) výtok bývá čirý až bělavý, může mít vodnatou, kluzkou nebo hustší konzistenci a zpravidla není doprovázen zápachem, svěděním ani bolestí. Změny v charakteru výtoku mohou signalizovat patologický stav, například vaginální infekci. Mezi nejčastější příčiny patologického výtoku patří kvasinkové infekce, bakteriální vaginóza nebo pohlavně přenosné choroby. Patologický výtok se často vyznačuje změnou barvy (např. žlutá, zelená, šedá), nepříjemným zápachem a může být spojen s dalšími příznaky, jako jsou svědění, pálení, bolest v podbřišku nebo bolest při pohlavním styku. V těchto případech je vhodné podstoupit gynekologické vyšetření.

## Funkce pochvy
- při pohlavním styku přijímá samčí penis (může dojít k oplodnění)
- rodí se skrz ní (v případě přirozeného porodu)
- poskytuje kanál pro odtok menstruační krve

### Menstruace
Při menstruaci pochvou odchází menstruační krev. Aby krev nevytékala ze ženiny vulvy, vkládají si některé ženy v době menstruace do pochvy tampón. Místo tampónů lze také užít i různé menstruační vložky nebo kalíšky, které plní stejnou funkci.

### Pohlavní styk

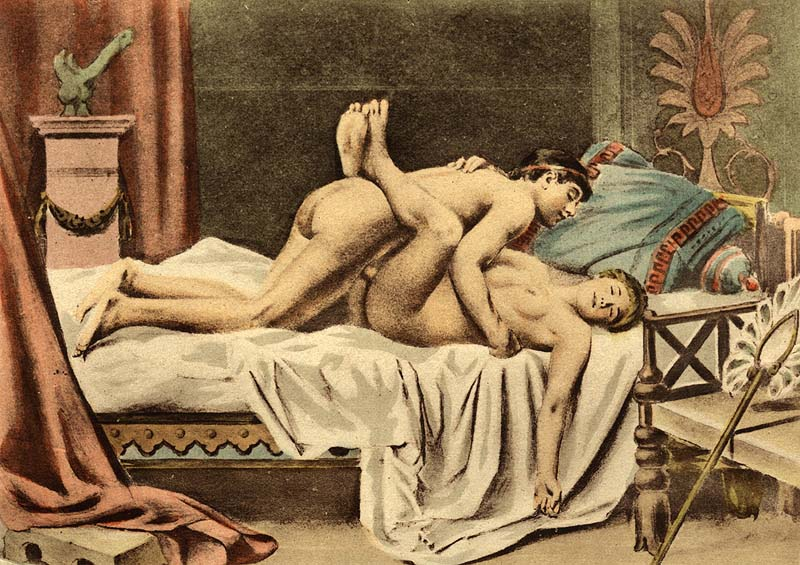
Misionářská pozice pohlavního styku (malba Édouarda-Henriho Avrila)

Během pohlavního styku slouží pochva jako rezervoár spermatu. Sperma je do pochvy vystříknuto během frikčních pohybů zavedeného erigovaného penisu a shromažďuje se v zadní klenbě poševní. Během sexuálního vzrušení se děloha poněkud naklápí a děložní čípek se posunuje níž do poševní klenby. Tento mechanismus, spolu s biochemickým prostředím pochvy usnadňuje početí.
Pochva v blízkosti poševního vchodu obsahuje velké množství nervových zakončení. Díky nim se žena při pohlavním styku cítí příjemně. Některé ženy mají v pochvě velmi citlivou erotogenní zónu, která se nazývá Bod G. Jeho dráždění může vést k velmi intenzivnímu orgasmu.

### Porod
Při poševním porodu se pochvou dostává z dělohy na svět dítě. Protože hlavička dítěte je při porodu již velmi velká, představuje porod pro pochvu výjimečnou zátěž. Proto se v některých případech používá nástřih hráze. Pochva většiny žen porod přestane bez většího poškození a vrátí se po něm do téměř původního stavu.

## Pohlavní zdraví a hygiena
Pochva má samočistící funkci díky přítomnosti poševnímu výtoku, není třeba ji tedy zevnitř umývat. Správná hygiena zevních pohlavních orgánů je důležitá pro zachování přirozené rovnováhy poševní mikroflóry, avšak její nadměrné nebo nevhodné provádění může tuto rovnováhu narušit. Používání běžných mýdel není doporučeno, neboť narušují pH pochvy a mohou poškodit ochrannou vrstvu laktobacilů. Preferovány jsou jemné přípravky speciálně určené pro intimní hygienu s upraveným pH a bez agresivních přísad a parfémů.

## Pochva v kultuře
V západní kultuře byla témata spojená s pochvou dlouhou dobu tabuizována. Ačkoliv v posledních dekádách dochází k větší otevřenosti v médiích, umění i veřejné diskusi, přetrvávají předsudky a rozpaky, které ukazují, že plná normalizace těchto témat ještě nenastala. Významným mezníkem v prolomení mlčení byla divadelní hra Monology vagíny od Eve Ensler.